# Toundra du Bas-Arctique
Localisation
La toundra du Bas-Arctique (Low Arctic tundra) est une écorégion terrestre nord-américaine du type toundra du World Wildlife Fund. Elle faite partie de la liste « Global 200 », qui regroupe les régions se distinguant particulièrement au niveau biologique.

## Répartition
La toundra du bas arctique s'étend sur les Territoires du Nord-Ouest, le Nunavut et le nord du Québec.

## Climat
La température estivale moyenne oscille entre 4⁰C et 6⁰C.  La température hivernale moyenne varie entre -17,5⁰C dans le sud-est de l'écorégion et -28⁰C dans le nord-ouest.  Les précipitations annuelles varient entre 200mm dans le nord-ouest de l'écorégion et 500mm dans le nord du Québec (Nunavik).

## Caractéristiques biologiques
La toundra du Bas-Arctique se caractérise par un couvert végétal arbustif étendu.  On retrouve entre autres, l'épinette noire, le mélèze laricin, l'épinette blanche, le bouleau et le saule.  Le lichen, la sphaigne et les herbacées recouvrent également le sol.  Des pessières isolées se rencontrent dans certaines vallées abritées et les milieux humides sont communs dans les basses terres.  Le pergélisol est présent sur la majeure partie du territoire. 
Cette écorégion abrite une importante population de caribou (Rangifer tarandus arcticus) comportant 1,5 million de têtes.  De même, les bœufs musqués s'y retrouvent en grand nombre et la variété blonde ne se trouve que dans cette écorégion.  Une partie importante de la population d'oies des neiges y niche ainsi que la majorité de la population d'oies de Ross.  

## Conservation
On estime que 95 % de cette écorégion est toujours intacte.